# توماس آلبرت بلمی
توماس آلبرت بلمی (انگلیسی: Thomas Blamey; ۲۴ ژانویهٔ ۱۸۸۴ – ۲۷ مهٔ ۱۹۵۱) فرمانده نظامی اهل استرالیا بود. وی برندهٔ جوایزی همچون صلیب نظامی ۱۹۱۴-۱۹۱۸ (فرانسه) و شوالیه (عنوان) شده‌است.